# Championnat de Roumanie de football 1973-1974
Navigation
Saison précédente Saison suivante
La saison 1973-1974 du Championnat de Roumanie de football est la 56e édition de la première division roumaine. Le championnat rassemble pour la première fois les 18 meilleures équipes du pays au sein d'une poule unique, où chaque club rencontre tous ses adversaires deux fois, à domicile et à l'extérieur.
C'est le club d'Universitatea Craiova qui termine en tête du championnat et remporte le premier titre de champion de Roumanie de son histoire.

## Les 18 clubs participants
| - Dinamo Bucarest - SC Bacău - FC Petrolul Ploiești - Steaua Bucarest - ASA Târgu Mureș - Sportul Studentesc Bucarest - FC Constanța - Universitatea Craiova - Politehnica Iași - Promu de Divizia B | - UT Arad - FC Argeș Pitești - Universitatea Cluj - FC Rapid Bucarest - CFR Cluj - CSM Reșița - Steagul Roșu Orașul Brașov - SC Jiul Petroșani - Politehnica Timișoara - Promu de Divizia B |

## Compétition

### Classement
Le classement est établi en utilisant le barème suivant :
- Victoire : 2 points
- Match nul : 1 point
- Défaite, forfait ou abandon : 0 point

| Rang | Équipe                      | Pts | J  | G  | N  | P  | Bp | Bc | Diff |
| ---- | --------------------------- | --- | -- | -- | -- | -- | -- | -- | ---- |
| 1    | Universitatea Craiova       | 45  | 34 | 20 | 5  | 9  | 63 | 37 | +26  |
| 2    | Dinamo Bucarest (T)         | 44  | 34 | 18 | 8  | 8  | 60 | 34 | +26  |
| 3    | Steagul Roșu Orașul Brașov  | 39  | 34 | 15 | 9  | 10 | 36 | 25 | +11  |
| 4    | FC Constanța                | 38  | 34 | 16 | 6  | 12 | 47 | 33 | +14  |
| 5    | UT Arad                     | 36  | 34 | 15 | 6  | 13 | 42 | 45 | -3   |
| 6    | Steaua Bucarest             | 35  | 34 | 13 | 9  | 12 | 46 | 42 | +4   |
| 7    | Politehnica Timișoara (P)   | 34  | 34 | 12 | 10 | 12 | 41 | 45 | -4   |
| 8    | FC Argeș Pitești            | 34  | 34 | 14 | 6  | 14 | 45 | 57 | -12  |
| 9    | CSM Reșița                  | 33  | 34 | 11 | 11 | 12 | 45 | 40 | +5   |
| 10   | Universitatea Cluj          | 33  | 34 | 12 | 9  | 13 | 35 | 37 | -2   |
| 11   | Sportul Studențesc Bucarest | 32  | 34 | 12 | 8  | 14 | 43 | 41 | +2   |
| 12   | ASA Târgu Mureș             | 32  | 34 | 13 | 6  | 15 | 38 | 51 | -13  |
| 13   | Politehnica Iași (P)        | 31  | 34 | 13 | 5  | 16 | 39 | 50 | -11  |
| 14   | CFR Cluj                    | 31  | 34 | 11 | 9  | 14 | 40 | 53 | -13  |
| 15   | SC Jiul Petroșani (C)       | 30  | 34 | 12 | 6  | 16 | 40 | 42 | -2   |
| 16   | FC Rapid Bucarest           | 30  | 34 | 9  | 12 | 13 | 30 | 38 | -8   |
| 17   | SC Bacău                    | 28  | 34 | 12 | 4  | 18 | 40 | 49 | -9   |
| 18   | FC Petrolul Ploiești        | 27  | 34 | 10 | 7  | 17 | 31 | 42 | -11  |

|  | Qualifié pour la Coupe des clubs champions 1974-1975 |
|  | Qualifié pour la Coupe des Coupes 1974-1975          |
|  | Qualifié pour la Coupe UEFA 1974-1975                |
|  | Relégation en Divizia B                              |

## Bilan de la saison
| Tableau d'Honneur                   |                       |
| Compétition                         | Vainqueur             |
| Championnat de Roumanie de football | Universitatea Craiova |
| Coupe de Roumanie de football       | SC Jiul Petroșani     |

| Qualifications européennes          |                                            |
| Compétition                         | Qualifié                                   |
| Coupe des clubs champions 1974-1975 | Universitatea Craiova                      |
| Coupe des Coupes 1974-1975          | SC Jiul Petroșani                          |
| Coupe UEFA 1974-1975                | Dinamo Bucarest Steagul Roșu Orașul Brașov |

| Promotions et relégations |                                                    |
| Promus en Divizia A       | FCM Galați Chimia Râmnicu-Vâlcea Olimpia Satu Mare |
| Relégués en Divizia B     | FC Rapid Bucarest SC Bacău FC Petrolul Ploiești    |